# اقتصاد دستوری
علوم اقتصادی را می‌توان به دو دستهٔ اقتصاد دستوری یا اقتصاد هنجاری و اقتصاد اثباتی تقسیم کرد. در اقتصاد دستوری خوب یا بد بودن اعمال اقتصادی تحلیل می‌شوند. در این بعد از اقتصاد، این مسئله که چه کاری باید کرد و چه کاری نباید انجام داد مورد بررسی قرار می‌گیرد. به عنوان مثال، زمانی که می‌گوییم «برای کاهش قیمت یک کالا دولت باید دخالت کند و با یارانه یا سایر روش‌های ممکن قیمت را تعدیل کند.» موضوع جنبهٔ ارزشی دارد و از آنجا که از کلمه باید بهره گرفته‌ایم در قلمرو اقتصاد دستوری هستیم. در مجموع، در اقتصاد دستوری در مورد آنچه که هست صحبت نمی‌شود و تمرکز این قسمت از علم اقتصاد بر روی آن چیزی است که باید وجود داشته باشد یا به وجود آید.
اقتصاد برنامه‌ریزی شده نوعی از نظام اقتصادی است که در آن سرمایه‌گذاری، تولید و تخصیص کالاهای سرمایه‌ای بر اساس برنامه‌های اقتصادی و برنامه‌های تولیدی در سطح اقتصاد صورت می‌گیرد. یک اقتصاد برنامه‌ریزی شده ممکن است از اشکال برنامه‌ریزی اقتصادی متمرکز، غیرمتمرکز، مشارکتی یا از نوع شوروی استفاده کند. سطح تمرکز یا عدم تمرکز در تصمیم‌گیری و مشارکت بستگی به نوع خاصی از مکانیسم برنامه‌ریزی به کار گرفته شده دارد.
کشورهای سوسیالیستی بر اساس مدل شوروی از برنامه‌ریزی مرکزی استفاده کرده‌اند، اگرچه اقلیتی مانند جمهوری سوسیالیستی فدرال یوگسلاوی درجاتی از سوسیالیسم بازار را پذیرفته‌اند. سوسیالیسم لغو بازار، بازارهای عاملی را با محاسبه مستقیم به عنوان ابزاری برای هماهنگ‌کردن فعالیت‌های شرکت‌های اقتصادی مختلف اجتماعی که اقتصاد را تشکیل می‌دهند، جایگزین می‌کند. رویکردهای جدیدتر به برنامه‌ریزی و تخصیص سوسیالیستی از سوی برخی از اقتصاددانان و دانشمندان رایانه ارائه شده است که مکانیسم‌های برنامه‌ریزی را بر اساس پیشرفت در علوم رایانه و فناوری اطلاعات پیشنهاد می‌کنند.
اقتصاد دستوری یا اقتصادهای برنامه‌ریزی شده با اقتصادهای برنامه‌ریزی نشده، به ویژه اقتصادهای بازار، که در آن شرکت‌های مستقل فعال در بازارها در مورد تولید، توزیع، قیمت گذاری و سرمایه‌گذاری تصمیم می‌گیرند، در تضاد هستند. اقتصادهای بازاری که از برنامه‌ریزی شاخص استفاده می‌کنند، به‌طور متفاوتی به عنوان اقتصادهای بازار برنامه‌ریزی شده، اقتصادهای مختلط و اقتصادهای بازار مختلط شناخته می‌شوند. اقتصاد فرماندهی از یک سیستم اداری-فرماندهی پیروی می‌کند و از برنامه‌ریزی اقتصادی از نوع شوروی استفاده می‌کند که مشخصه اتحاد جماهیر شوروی سابق و بلوک شرق قبل از تبدیل اکثر این کشورها به اقتصاد بازار بود. این امر نقش مرکزی مدیریت سلسله مراتبی و مالکیت عمومی تولید را در هدایت تخصیص منابع در این سیستم‌های اقتصادی برجسته می‌کند.

## نگاه کلی
در عصر هلنیستی و پس از هلنیستی، «برنامه‌ریزی دولتی اجباری مشخصه‌ترین شرایط تجاری برای حومه امپراتوری بطلمیوسی، برای دولت یونانی هند، و تا حدی مناطق وحشیانه تر امپراتوری سلوکی، پرگامن، شاهنشاهی اشکانی جنوب عربستان و … بود». محققین استدلال کرده‌اند که اقتصاد اینکا نوعی اقتصاد فرمانی انعطاف‌پذیر بود که حول حرکت و استفاده از نیروی کار به جای کالا متمرکز بود. یک دیدگاه سوداگرایی آن را شامل اقتصادهای برنامه‌ریزی شده می‌داند.
اقتصاد برنامه‌ریزی‌شده به سبک شوروی در روسیه شوروی در پی تداوم اقتصاد جنگی موجود در جنگ جهانی اول و همچنین سایر سیاست‌ها، معروف به کمونیسم جنگی (۱۹۱۸–۱۹۲۱)، که مطابق با الزامات جنگ داخلی روسیه در سال ۱۹۱۷ شکل گرفت، تکامل یافت. – ۱۹۲۳. این سیاست‌ها تثبیت رسمی خود را تحت یک ارگان رسمی دولت در سال ۱۹۲۱، زمانی که دولت شوروی Gosplan را تأسیس کرد، آغاز شد. با این حال، دوره سیاست اقتصادی جدید (حدود ۱۹۲۱ تا حدود ۱۹۲۸) قبل از شروع سیستم برنامه‌ریزی شده برنامه‌های پنج‌ساله اتحاد جماهیر شوروی در سال ۱۹۲۸ رخ داد.
برنامه چهار ساله آلمان نازی از ۱۹۳۶ به بعد شامل عناصر برنامه‌ریزی دولتی در اقتصاد رایش بود.
پس از جنگ جهانی دوم (۱۹۳۹–۱۹۴۵) فرانسه و بریتانیای کبیر به شیوه‌های غیراجباری به منظور هدایت اقتصاد توسط دولت عمل کردند. دولت سوئد در پروژه ای به نام برنامه میلیونی که از سال ۱۹۶۵ تا ۱۹۷۴ اجرا شد، مدل‌های مسکن عمومی را به روشی مشابه برنامه‌ریزی شهری برنامه‌ریزی کرد. برخی مشارکت غیرمتمرکز در برنامه‌ریزی اقتصادی در سراسر اسپانیا انقلابی، به ویژه در کاتالونیا، در طول انقلاب اسپانیا در سال ۱۹۳۶ رخ داد.

### مزایا
دولت می‌تواند زمین، نیروی کار و سرمایه را برای خدمت به اهداف اقتصادی دولت مهار کند. تقاضای مصرف‌کننده را می‌توان به نفع سرمایه‌گذاری بیشتر برای توسعه اقتصادی در الگوی مطلوب مهار کرد. در مقایسه‌های بین‌المللی، کشورهای سوسیالیست دولتی از نظر شاخص‌های بهداشتی مانند مرگ و میر نوزادان و امید به زندگی به خوبی با کشورهای سرمایه‌دار مقایسه شدند. با این حال، واقعیت این، حداقل در مورد مرگ و میر نوزادان، بسته به اینکه از آمار رسمی شوروی یا تعاریف سازمان جهانی بهداشت استفاده شده باشد، متفاوت است. در چین سوسیالیستی در دوران مائو، رشد امید به زندگی در چین بین سال‌های ۱۹۵۰ و ۱۹۸۰ به عنوان یکی از سریع‌ترین افزایش‌های پایدار در تاریخ مستند جهانی شناخته می‌شود.
دولت می‌تواند در یک اقتصاد توسعه نیافته بدون سال‌ها انتظار برای انباشت سرمایه از طریق گسترش صنعت سبک و بدون اتکا به تأمین مالی خارجی، به یکباره شروع به ساخت صنایع سنگین سنگین کند. این همان چیزی است که در دهه ۱۹۳۰ در اتحاد جماهیر شوروی اتفاق افتاد، زمانی که دولت سهم درآمد ناخالص ملی اختصاص یافته به مصرف خصوصی را از ۸۰٪ به ۵۰٪ کاهش داد. در نتیجه این توسعه، اتحاد جماهیر شوروی رشد گسترده‌ای را در صنایع سنگین تجربه کرد و همزمان با انقباض گسترده بخش کشاورزی آن به دلیل کمبود نیروی کار.

### معایب

#### بی‌ثباتی اقتصادی
مطالعات اقتصادهای فرماندهی بلوک شرق در دهه‌های ۱۹۵۰ و ۱۹۶۰ توسط اقتصاددانان آمریکایی و اروپای شرقی نشان داد که برخلاف انتظارات هر دو گروه، نوسانات بیشتری در تولید نسبت به اقتصادهای بازار در همان دوره نشان دادند.

#### توزیع ناکارآمد منابع
منتقدان اقتصادهای برنامه‌ریزی شده استدلال می‌کنند که برنامه ریزان نمی‌توانند ترجیحات، کمبودها و مازاد مصرف‌کنندگان را با دقت کافی تشخیص دهند و بنابراین نمی‌توانند به‌طور مؤثر تولید را هماهنگ کنند (در یک اقتصاد بازار، یک سیستم قیمت آزاد در نظر گرفته شده است تا این هدف را تأمین کند). این مشکل به‌ویژه توسط اقتصاددانان لودویگ فون میزس و فردریش هایک نوشته شده است، که به ترتیب به جنبه‌های متمایز این مسئله به عنوان مسئله محاسبه اقتصادی و مشکل دانش محلی اشاره کردند. این جنبه‌های متمایز در اندیشه اقتصادی مایکل پولانی نیز وجود داشت.
در حالی که اولی بر پایه‌های نظری اقتصاد بازار به نظریه ارزش ذهنی تأکید می‌کند و در عین حال به نظریه ارزش کار حمله می‌کند، دومی استدلال می‌کند که تنها راه برای ارضای افرادی است که سلسله مراتب نیازهای دائمی در حال تغییر دارند و تنها کسانی هستند که ویژگی‌های خاص خود را دارند. شرایط فردی این است که به کسانی که بیشترین دانش را در مورد نیازهای خود دارند اجازه می‌دهند تا از منابع خود در یک بازار رقابتی استفاده کنند تا نیازهای بیشترین مصرف‌کنندگان را به بهترین نحو برآورده کنند. این پدیده به عنوان نظم خود به خودی شناخته می‌شود. علاوه بر این، تخصیص نادرست منابع به‌طور طبیعی با هدایت مجدد سرمایه به دور از افراد دارای دانش مستقیم و دور زدن آن به بازارهایی که در آن انحصار اجباری بر رفتار تأثیر می‌گذارد و سیگنال‌های بازار را نادیده می‌گیرد، رخ می‌دهد. به گفته تیبور ماچان، «بدون بازاری که بتوان در آن تخصیص‌ها را با اطاعت از قانون عرضه و تقاضا انجام داد، قیف کردن منابع با توجه به ترجیحات و اهداف واقعی انسان دشوار یا غیرممکن است».

#### سرکوب دموکراسی اقتصادی و خود مدیریتی
رابین هانل، اقتصاددان، که از اقتصاد مشارکتی، شکلی از اقتصاد برنامه‌ریزی شده غیرمتمرکز سوسیالیستی حمایت می‌کند، خاطرنشان می‌کند که حتی اگر برنامه‌ریزی مرکزی بر ممانعت‌های ذاتی خود از انگیزه‌ها و نوآوری غلبه کند، با این وجود نمی‌تواند دموکراسی اقتصادی و خود مدیریتی را به حداکثر برساند. مفاهیمی که از نظر فکری منسجم تر، سازگارتر و منصفانه تر از مفاهیم اصلی آزادی اقتصادی هستند. علاوه بر این هانل می‌گوید:
در ترکیب با یک سیستم سیاسی دموکراتیک تر، و برای تقریب بیشتر به بهترین نسخه، اقتصادهای برنامه‌ریزی مرکزی بدون شک عملکرد بهتری داشتند. اما آن‌ها هرگز نمی‌توانستند خود مدیریتی اقتصادی ارائه دهند، همیشه در نوآوری کند بوده‌اند، زیرا بی‌تفاوتی و سرخوردگی عواقب اجتناب‌ناپذیر خود را می‌گرفت، و همیشه در معرض نابرابری‌ها و ناکارآمدی‌های فزاینده با افزایش تأثیرات قدرت اقتصادی متفاوت بودند. تحت برنامه‌ریزی مرکزی نه برنامه ریزان، مدیران و نه کارگران انگیزه ای برای ارتقاء منافع اقتصادی اجتماعی نداشتند. همچنین مانع از ورود کالاهای نهایی به سیستم برنامه‌ریزی، مصرف‌کنندگان را به شیوه‌های معنی‌داری از حق حقوقی برخوردار نکرد. اما برنامه‌ریزی مرکزی حتی اگر بر تعهدات اطلاعاتی و انگیزشی خود غلبه می‌کرد با دموکراسی اقتصادی ناسازگار بود. و حقیقت این است که تنها به این دلیل که توسط قدرت سیاسی توتالیتر بی‌سابقه حمایت می‌شد، تا زمانی که زنده ماند، زنده ماند.

#### اقتصاد دستوری
اقتصادهای برنامه‌ریزی شده در مقایسه با اقتصادهای دستوری از این جهت که اقتصاد برنامه‌ریزی شده «سیستم اقتصادی است که در آن دولت تولید، توزیع، قیمت‌ها و غیره را کنترل و تنظیم می‌کند.» در حالی که اقتصاد دستوری لزوماً مالکیت عمومی قابل‌توجهی بر صنعت دارد و در عین حال دارای این است. نوع مقررات. در اقتصادهای فرماندهی، تصمیمات مهم تخصیص توسط مقامات دولتی گرفته می‌شود و توسط قانون تحمیل می‌شود.
این مورد توسط برخی مارکسیست‌ها مورد اعتراض قرار می‌گیرد. برنامه‌ریزی غیرمتمرکز به عنوان پایه ای برای سوسیالیسم پیشنهاد شده است و به‌طور مختلف توسط آنارشیست‌ها، کمونیست‌های شورایی، مارکسیست‌های لیبرتارین و سایر سوسیالیست‌های دمکراتیک و آزادیخواه که از شکلی غیر بازاری از سوسیالیسم حمایت می‌کنند، در رد کامل نوع برنامه‌ریزی اتخاذ شده در اقتصاد اتحاد جماهیر شوروی.